# Rie Knipscheer
Maria (Rie) Gerarda Cornelia Knipscheer (Amsterdam, 6 april 1911 - Laren (N.H.), 13 februari 2003) was een Nederlands beeldend kunstenaar: kunstschilder, graficus, illustrator, tekenaar en ontwerper van boekbanden.

## Leven en werk
Knipscheer werd in Amsterdam geboren als dochter van de apotheker dr. Hermanus Marinus Knipscheer  en Marie Görlach. Zij volgde de opleiding tot doktersassistente, maar werd door haar ouders ook gestimuleerd om zich als kunstenares te scholen. Zij genoot haar opleiding aan de grafische afdeling van het Instituut voor Kunstnijverheidsonderwijs in Amsterdam. Hier kreeg ze les van de graficus Jan Bertus Heukelom en van de schilder Gerard Westermann. Aan de Rijksakademie van beeldende kunsten in Amsterdam werkte ze met Johannes Hendricus Jurres en Hendrik Jan Wolter. Als beeldend kunstenaar was ze gedurende een periode van 75 jaar, van 1926 tot 1991, werkzaam. Vanaf 1933 was zij lid van de kunstenaarsvereniging Arti et Amicitiae in Amsterdam. Ook was zij lid van de Amsterdamse kunstenaarsvereniging Sint Lucas. Haar eerste zelfstandig expositie vond plaats in Den Haag in 1942. Ze verzette zich niet tegen de door de Duitse bezetter verplichte aansluiting bij de Nederlandsche Kultuurkamer en kon daardoor ook tijdens de Tweede Wereldoorlog blijven exposeren. Knipscheer was niet alleen kunstschilder en graficus maar maakte ook illustraties in opdracht van diverse uitgeverijen, ontwierp boekbanden en was reclametekenaar.
Rie Knipscheer trouwde op 29 maart 1956 te Amsterdam met de in 1908 in Hoogwoud geboren Jakob Rooker.